# 薩利亞蒂拉山
14°10′40″S 70°46′51″W / 14.17778°S 70.78083°W
薩利亞蒂拉山（Sallatira），是秘魯的山峰，位於該國東南部普諾大區，由梅爾加省的努尼奧瓦區負責管轄，屬於韋爾卡努塔山脈的一部分，海拔高度約5,200米。